# Tuzos de Palaú
Los Tuzos de Palaú es un equipo de béisbol que compite en la Liga del Norte de Coahuila con sede en Palaú, Coahuila, México.

## Historia
Los Tuzos de Palaú pertenecen al grupo GAN, que también son propietarios de los Acereros del Norte. Tienen como casa el estadio MIMOSA ubicado en la ciudad deportiva.

## Jugadores

### Roster actual
Por definir.